# Indicatif régional 878

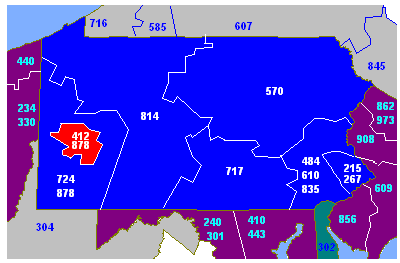
Carte de l'État de Pennsylvanie (en bleu et rouge) avec les territoires de ses indicatifs régionaux. L'indicatif régional 878 dessert un territoire bleu et un territoire rouge dans le sud-ouest de l'État.

L'indicatif régional 878 est l'un des multiples indicatifs téléphoniques régionaux de l'État de Pennsylvanie aux États-Unis.
Cet indicatif a été créé le 17 août 2001 par chevauchement sur les indicatifs 412 et 724 qui desservent la grande région métropolitaine de Pittsburgh. À la suite de mesures pour mieux utiliser les numéros de téléphone dans les indicatifs 412 et 724, cet indicatif n'était pas encore utilisé en juillet 2009.
La carte ci-contre indique le territoire couvert par l'indicatif 878.
L'indicatif régional 878 fait partie du Plan de numérotation nord-américain.